# 앨릭스 캘리니코스
앨릭스 캘리니코스(Alex Callinicos, 1950년 7월 24일 ~ )는 로디지아(현 짐바브웨) 태생의 영국 국제사회주의자이다. 현재 영국 사회주의 노동자당(Socialist Workers' Party)의 중앙위원이며, 런던대학교 킹스칼리지의 유럽학 교수이다.

## 정치 성향
앨릭스 캘리니코스(Alexander Theodore Callinicos)의 사상의 핵심은 대개 고전적 마르크스주의(Classical Marxism)로 표현된다. 스탈린주의(Stalinism)나 유럽공산주의(유로코뮤니즘, Eurocommunism)에 반대하여 그는 레닌(Vladimir Lenin)과 트로츠키(Leon Trotsky), 토니 클리프(Tony Cliff)로 이어지는 트로츠키주의의 한 경향을 따르고 있다. 앨릭스 캘리니코스가 속해 있는 영국 사회주의 노동자당은 트로츠키주의 그룹인 국제사회주의경향(International Socialist Tendency)에서 가장 큰 단체이다.
앨릭스 캘리니코스는 토니 클리프와 마찬가지로 소련 사회를 국가자본주의 사회로 파악하며, 1927년의 스탈린 독재체제 확립을 기점으로 소련의 공산주의적 모습은 완전히 자취를 감추고 있다고 주장한다. 그의 주장은 다른 사회주의자들은 물론, 같은 트로츠키주의자 내에서도 강력한 논쟁을 촉발시켰다.
또한, 포스트모더니즘과 무정부주의에 대해서도 비판하였는데, 포스트모더니즘에 대해서는 현실의 억압 구조 자체가 영속적인 것처럼 파악한다고 비판하였으며, 무정부주의 및 그에 영향을 받은 자율주의적 마르크스주의(안토니오 네그리 등)에 대해서는 현실에 계급 모순과 국가에 인한 억압이 계속되고 있는 상태에서 이를 무시하고 탈중심적인 풀뿌리 민주주의만을 추구한다고 비판하였다.